# Svartpannad eldvävare
Svartpannad eldvävare (Euplectes franciscanus) är en fågel i familjen vävare inom ordningen tättingar.

## Utseende och läte
Svartpannad eldvävare är en mycket liten finkliknande fågel med stora dräktsskillnader. Hanen är i häckningsdräkt praktfull med svart på ansikte och hjässa, bruna vingar och långa rödorangefärgade övre stjärttäckare som täcker den svarta stjärten. Hona och hane utanför häckningstid skiljs från liknande svartvingad eldvävare genom mindre storlek och mindre näbb samt från gulkronad eldvävare på mer beigefärgad fjäderdräkt och mindre streckning på bröstet. Sången består av en snabb ramsa med gnissliga, kvittriga och spinnande ljud. Bland lätena hörs ett vasst "tsit" och ett "tzit".

## Utbredning och systematik
Arten förekommer från södra Mauretanien söderut till norra Liberia, österut till Eritrea, Etiopien, nordvästra och södra Somalia, nordöstra Demokratiska republiken Kongo, Uganda och Kenya. Den behandlas antingen som monotypisk eller delas in i två underarter med följande utbredning:
- Euplectes franciscanus franciscanus – Mauretanien, Senegal och Gambia till Etiopien, Uganda och nordvästra Kenya
- Euplectes franciscanus pusillus – sydöstra Etiopien och Somalia

## Levnadssätt
Svartpannad eldvävare är som många andra arter i familjen en social fågel som ofta kan ses i flockar med tiotals till hundratals individer. Den påträffas i öppna miljöer som jordbruksbygd och kring våtmarker.

## Status
Arten har ett stort utbredningsområde och beståndet anses stabilt. Internationella naturvårdsunionen IUCN listar den därför som livskraftig (LC).